# Cheiridopsis minor
Cheiridopsis minor är en isörtsväxtart som först beskrevs av L. Bol., och fick sitt nu gällande namn av Franz Xaver von Hartmann. Cheiridopsis minor ingår i släktet Cheiridopsis och familjen isörtsväxter. Inga underarter finns listade i Catalogue of Life.